# Henry Theodore Tuckerman
Henry Theodore Tuckerman (né le 20 avril 1813 à Boston, mort le 17 décembre 1871) est un écrivain, un essayiste et un critique américain.

## Biographie
Tuckerman est né à Boston, dans le Massachusetts. Il a été un critique au style gracieux. Il a écrit beaucoup en prose et en vers. Il a voyagé en Italie ce qui a influencé le choix de ses sujets. Il s'agit notamment  The Italian Sketch-book (1835), Isabel, or Sicily: A Pilgrimage (1839); deux volumes en vers : Poems (1851) et A Sheaf of Verse (1864); Thoughts on the Poets (1864), The Book of the Artists (1867), Leaves from the Diary of a Dreamer, etc.
Il a été un personnage important dans la vie littéraire de New York après 1845.

## Référence
1. ↑  The Cambridge History of English and American Literature in 18 Volumes (1907–21). VOLUME XV. Colonial and Revolutionary Literature; Early National Literature, Part I. III. Early Essayists. § 7. Henry Theodore Tuckerman.